# Buruma (Baucau)
Buruma ist ein osttimoresischer Suco im Verwaltungsamt Baucau (Gemeinde Baucau).

## Geographie

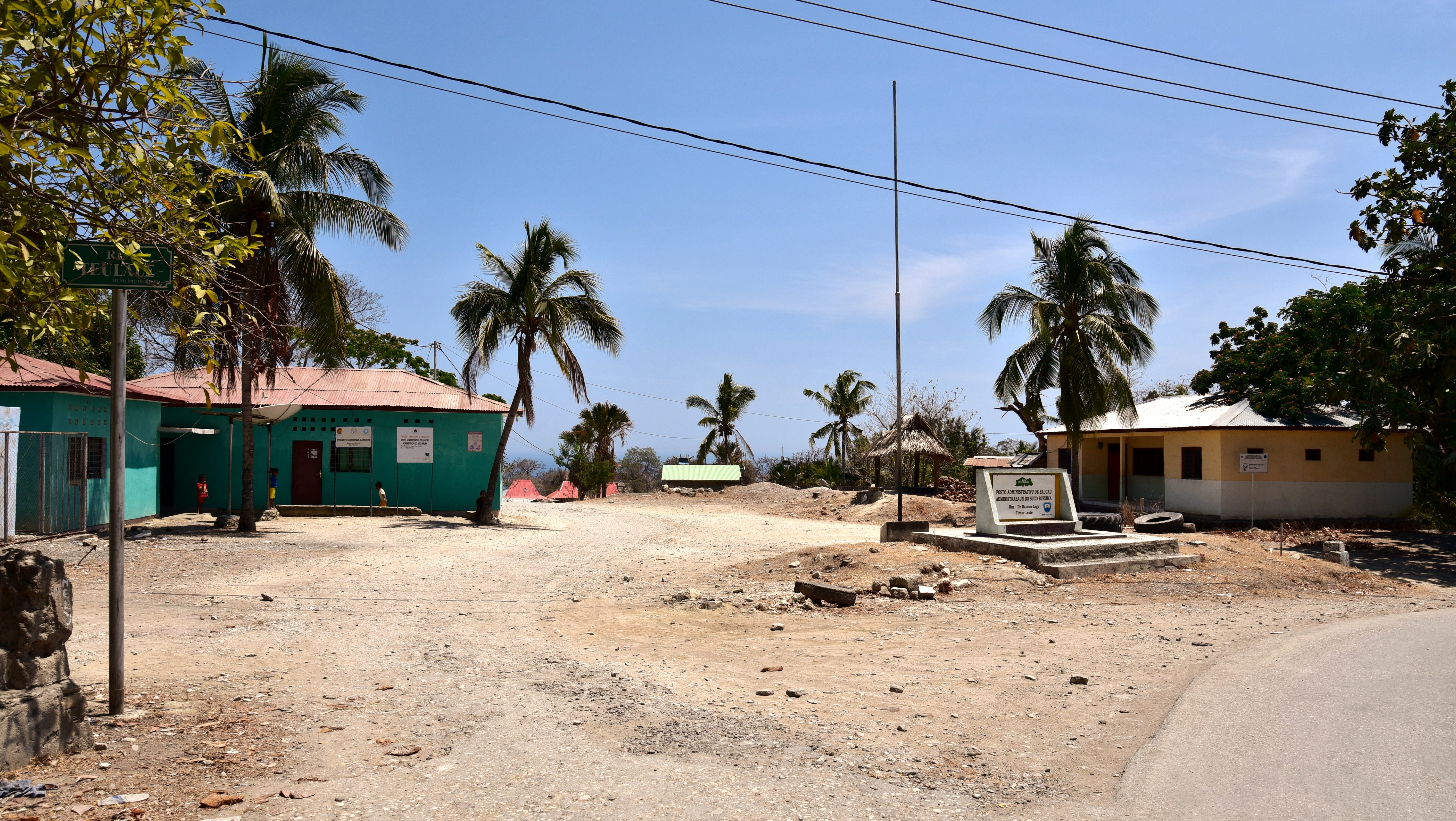
Sitz des Sucos Buruma

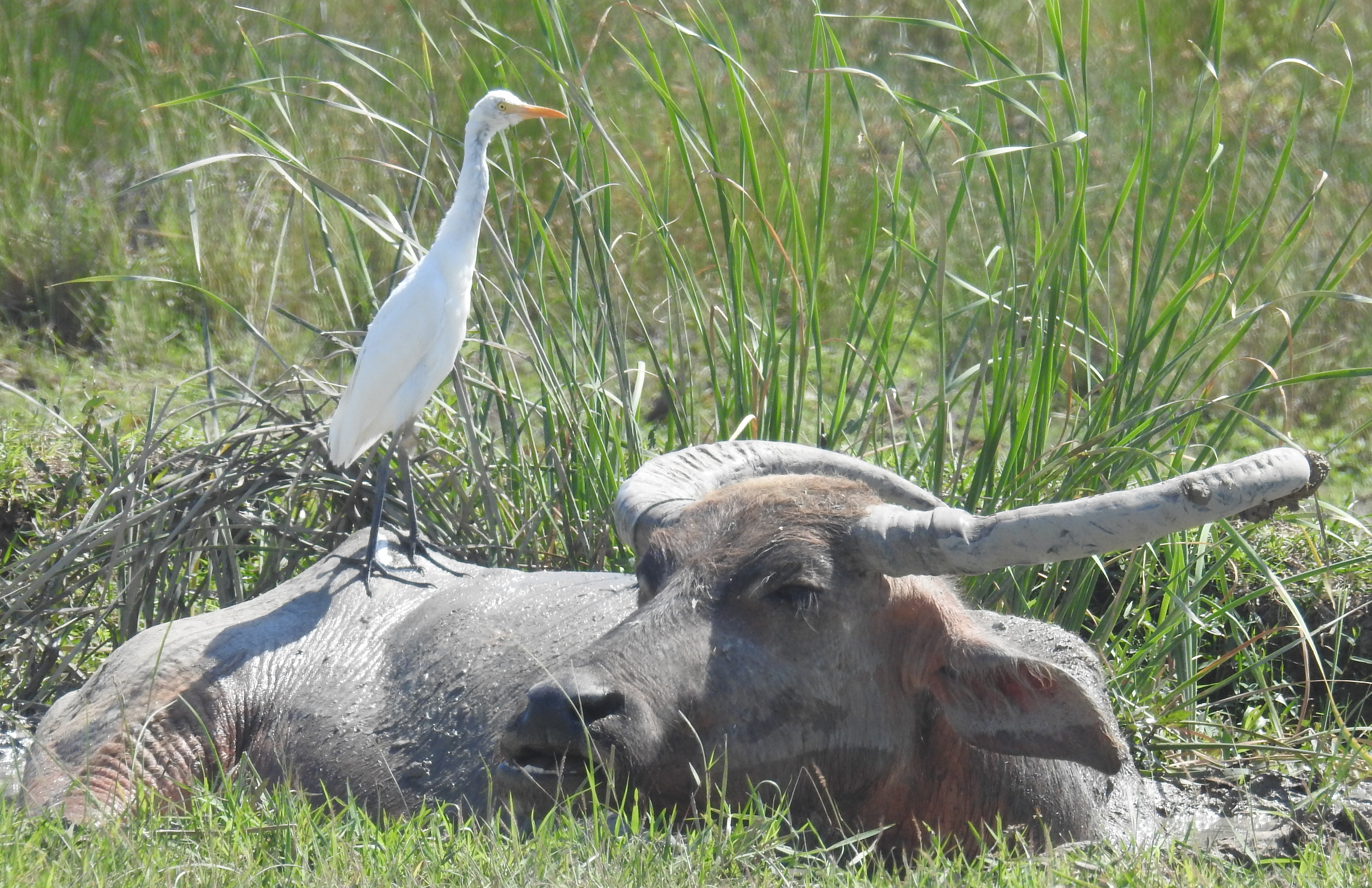
Ein Silberreiher auf einem Wasserbüffel bei Buruma

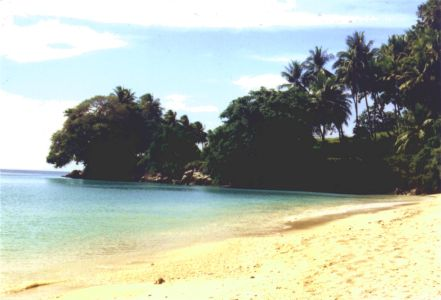
Strand von Uatabo

Buruma liegt im Nordosten des Verwaltungsamts Baucau, an der Küste der Straße von Wetar. Westlich liegen die Sucos Bahu, Tirilolo und Caibada, südlich der Suco Buibau und südöstlich der Suco Seiçal. Der Strand von Uatabo, Baucaus Stadtstrand, liegt an der Nordwestecke von Buruma. Vor der Gebietsreform 2015 hatte Buruma eine Fläche von 14,39 km². Nun sind es 18,45 km². Die gesamte Neustadt von Baucau gab Buruma an Tirilolo ab, seinen Anteil an der Altstadt an Bahu. Ein kleiner Abschnitt bei Baucau ging an Caibada, das dafür ein Großteil seines östlichen Territoriums, inklusive des Zugangs zum Meer, an Buruma abgab. Auch Seiçal gab ein kleines Gebiet an der Grenze an Buruma ab.
Im Nordwesten Burumas liegen die Dörfer Racolo und Uatabo. Im Nordosten befinden sich die Orte Casmuto (Kasmutu, Casmutu), Buruma, Ono-Sere (Onosere) und Uailabere. Am Ort Buruma führt die Überlandstraße von Baucau vorbei nach Com im Osten. Von Caibada kamen 2015 zu Buruma im Osten die Dörfer Soli-Ua (Soli-Wa, Suliwa), Luhadora und Uaisarigo.
Im Suco befinden sich die vier Aldeias Casmuto, Ono-Sere, Soli-Ua (Soli-Wa, Suliwa) und Taci. Den Karten zufolge liegt der Ort Soli-Ua aber im Suco Caibada.
Buruma war der Standort des Gefängnis der Region. Es bot Platz für 120 Gefangene. Unter der IV. konstitutionelle Regierung Osttimors (2007–2012) wurde es geschlossen und die Gefangenen in die Haftanstalten Becora und Gleno überführt.
Außerdem befinden sich im Suco mehrere Schulen.

## Einwohner
In Buruma leben 4.062 Einwohner (2022), davon sind 2.043 Männer und 2.019 Frauen. Im Suco gibt es 781 Haushalte. Über 55 % der Einwohner geben Tetum Prasa als ihre Muttersprache an. Über 40 % sprechen Makasae.

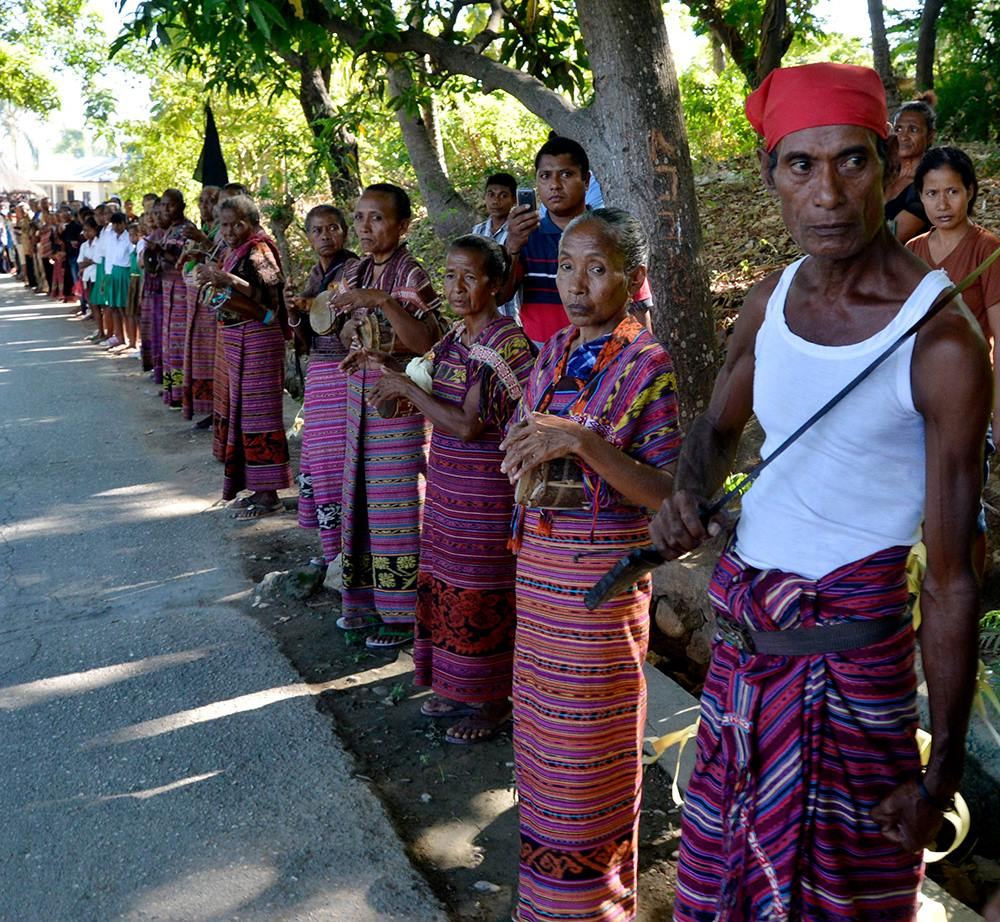
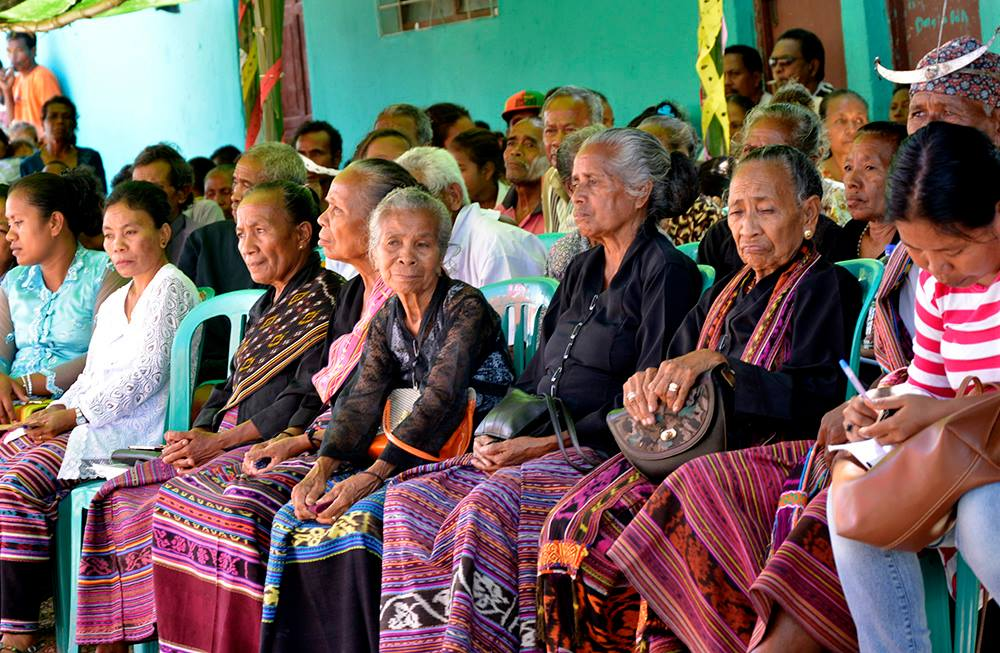

## Politik

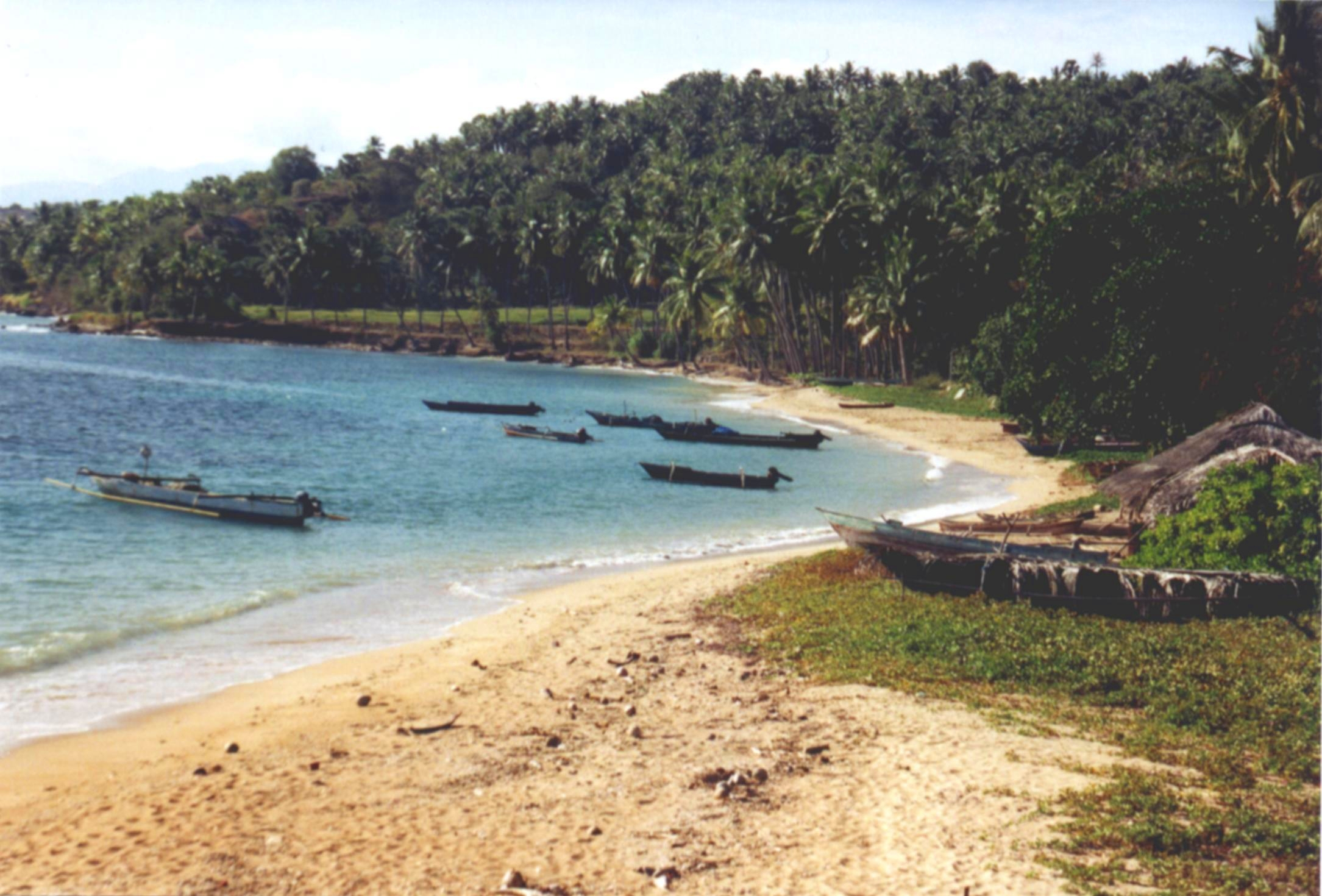
Fischerboote am Strand von Taci

Bei den Wahlen von 2004/2005 wurde Manuel Freitas zum Chefe de Suco gewählt. Bei den Wahlen 2009 gewann António Francisco Belo 2016 Libório dos Santos Freitas und 2023 Libório dos Reis.
2023 wurden zum Chefe de Aldeias gewählt: Sebastião da Costa Fernandes (Casmuto), Natividade António da Silva (Ono-Sere), João de Jesus Marçal (Soli-Ua) und Julio Angelo da Silva (Taci).